# Pharaphodius perplicatus
Pharaphodius perplicatus är en skalbaggsart som beskrevs av Bordat 1996. Pharaphodius perplicatus ingår i släktet Pharaphodius och familjen Aphodiidae. Inga underarter finns listade i Catalogue of Life.